# Зотов, Александр Викторович
Александр Викторович Зотов (род. 20 октября 1955, Одинцово, Московская область) — советский хоккеист, нападающий. Российский хоккейный судья, функционер.

## Биография
Воспитанник московских «Крыльев Советов». Чемпион СССР среди молодёжи (1973/74). В победном для клуба чемпионате СССР 1973/74 провёл один матч — 21 февраля против ЦСКА (6:3). Выступал за «Беломорец» (Северодвинск, 1976/77 — 1979/80) и «Металлург» Череповец (1979/80 — 1987/88).
Серебряный призёр чемпионата Европы среди юниоров 1974. Победитель второго неофициального чемпионата мира среди молодёжи (1975).
Судья международной категории, пять лет подряд (1992—1996) входил в десятку лучших главных судей чемпионата.
Заместитель директора ХК «Северсталь» (1996—2016).